# Matilde di Desenzano
Matilde (Metilda) di Desenzano (Collalto, ... – 1114) è stata una nobile feudataria italiana.

## Biografia

Stemma dei Collalto.

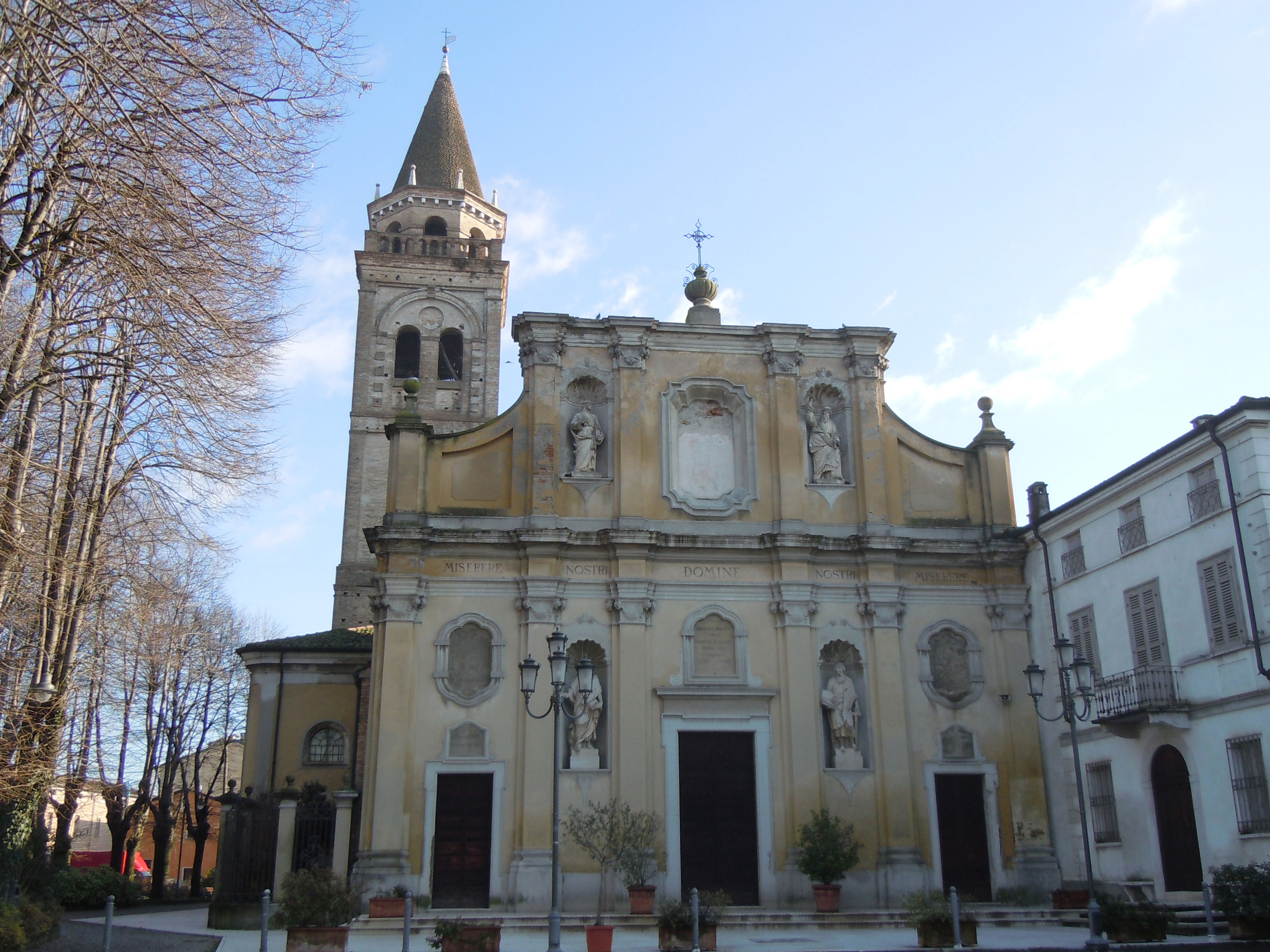
Acquanegra sul Chiese, chiesa di San Tommaso

Poco si conosce di questa contessa rurale, probabilmente figlia di Rambaldo II di Collalto, conte nel Trevigiano, della nobile famiglia Collalto. Il fratello Rambaldo III, investito del titolo comitale dall'imperatore Enrico IV, fondò nel 1062, con la madre Gisla, l'Abbazia di Sant'Eustachio a Nervesa della Battaglia.
Matilde sposò intorno al 1091 il conte Ugo di Sabbioneta, noto anche come "Ugone o "Ugo di Desenzano", figlio di Bosone II e della contessa Donella. Dopo la sua morte Matilde fece una vastissima donazione all'Abbazia di San Tommaso in Acquanegra. La cessione di terre, castelli e diritti è attestata da un documento datato 8 luglio 1107 nel quale per la prima volta nella storia si fa menzione, tra molti altri luoghi tra l'Alto Mantovano e la Bassa Bresciana orientale, di un Castello Vifredi, corrispondente al paese di Castel Goffredo.

## Discendenza
Matilde e Ugo ebbero due figli:
- Ugolino (?-1121) detto "del Persico", conte di Sabbioneta;[8]
- Adelasia, che sposò Guido di Parma, fratello dell'Antipapa Clemente III[9].